# Uspešnice zadnjih desetih let
Uspešnice zadnjih desetih let je album Papirniškega pihalnega orkestra Vevče, ki je izšel ob 95-letnici sestava na glasbeni kaseti leta 1995 pri založbi ZKP RTV Slovenija.
Posnetki so iz arhiva RTV Slovenija.

## Seznam posnetkov
| Stran A | Stran A               | Stran A   | Stran A |
| Št.     | Naslov                | Glasba    | Dolžina |
| ------- | --------------------- | --------- | ------- |
| 1.      | „Bohinjska koračnica‟ | V. Štrucl | 3:56    |
| 2.      | „Papyros‟             | V. Štrucl | 3:23    |
| 3.      | „Show Music no. 1‟    | V. Štrucl | 3:11    |
| 4.      | „Nagajivi klarinet‟   | B. Adamič | 3:23    |
| 5.      | „Z lova‟              | V. Štrucl | 3:07    |
| 6.      | „V sončni dan‟        | V. Štrucl | 3:36    |

| Stran B         | Stran B                                             | Stran B         | Stran B |
| Št.             | Naslov                                              | Glasba          | Dolžina |
| --------------- | --------------------------------------------------- | --------------- | ------- |
| 1.              | „Mlin‟                                              | J. Privšek      | 4:54    |
| 2.              | „Bee - cee - gee: I. (3:31) II. (2:31) III. (3:20)‟ | T. Kenny        | 9:22    |
| 3.              | „Tonetova napitnica‟                                | J. Golob        | 2:25    |
| 4.              | „Vevški echo‟                                       | V. Štrucl       | 4:03    |
| Skupna dolžina: | Skupna dolžina:                                     | Skupna dolžina: | 41:20   |

## Sodelujoči

### Papirniški pihalni orkester Vevče
- Jože Hriberšek – dirigent

### Produkcija
- Zoran Ažman – tonski mojster za posnetke A1 in A4 do A6 (1992)
- Drago Hribovšek – tonski mojster za posnetke A2 (1990), B1 do B3 (1995) in B4 (1989)
- Januš Luznar – tonski mojster za posnetek A3 (1984)
- Teodor Korban – urednik izdaje
- T. Bozamoko – oblikovanje
- Partner Graf Grosuplje – tisk